# Lijst van coaches van het IJslands voetbalelftal (mannen)
Dit is een lijst van bondscoaches van het IJslands voetbalelftal mannen. 

## Bondscoaches
| Naam                              | Land van herkomst   | Begin periode     | Einde periode     | Prijzen | Opmerkingen/Wijze van vertrek                                          |
| --------------------------------- | ------------------- | ----------------- | ----------------- | ------- | ---------------------------------------------------------------------- |
| Murdo McDougall, Frederick Steele | Schotland, Engeland | 1946              | 1946              |         |                                                                        |
| Roland Bergström                  | Zweden              | 1947              | 1947              |         |                                                                        |
| Joseph Devine                     | Engeland            | 1 juli 1948       | 10 juli 1948      |         |                                                                        |
| Joe Devine                        | Schotland           | 1948              | 1948              |         |                                                                        |
| Fritz Buchloh                     | Duitsland           | 5 augustus 1949   | 10 augustus 1949  |         |                                                                        |
| Óli Jónsson                       | IJsland             | 29 juni 1951      | 26 juli 1951      |         |                                                                        |
| Franz Köhler                      | Oostenrijk          | 20 juni 1953      | 20 augustus 1953  |         |                                                                        |
| Karl Gudmundsson                  | IJsland             | 1 januari 1954    | 31 december 1956  |         |                                                                        |
| Alex Wier                         | Schotland           | 2 juni 1957       | 4 september 1957  |         |                                                                        |
| Óli Jónsson                       | IJsland             | 11 augustus 1958  | 11 augustus 1958  |         |                                                                        |
| Karl Gudmundsson                  | IJsland             | 1 januari 1959    | 31 december 1959  |         |                                                                        |
| Óli Jónsson                       | IJsland             | 9 juni 1960       | 11 september 1960 |         |                                                                        |
| Karl Gudmundsson                  | IJsland             | 1 januari 1961    | 31 december 1961  |         |                                                                        |
| Ríkharður Jónsson                 | IJsland             | 1 januari 1961    | 31 december 1962  |         |                                                                        |
| Karl Gudmundsson                  | IJsland             | 1 januari 1963    | 31 december 1966  |         |                                                                        |
| Reynir Karlsson                   | IJsland             | 20 mei 1967       | 31 augustus 1967  |         |                                                                        |
| Walter Pfeiffer                   | Duitsland           | 1 juli 1968       | 31 augustus 1968  |         |                                                                        |
| Ríkharður Jónsson                 | IJsland             | 1 januari 1969    | 31 december 1971  |         |                                                                        |
| Duncan McDowell                   | Schotland           | 1 januari 1972    | 12 juli 1972      |         |                                                                        |
| Eggert Jóhannesson                | IJsland             | 1 augustus 1972   | 31 december 1972  |         |                                                                        |
| Örn Steinssen                     | IJsland             | 1 juni 1973       | 30 juni 1973      |         |                                                                        |
| Henning Enoksen                   | Denemarken          | 1 juli 1973       | 31 december 1973  |         |                                                                        |
| Tony Knapp                        | Engeland            | 1 januari 1974    | 31 december 1977  |         |                                                                        |
| Yuri Illichev                     | Rusland             | 1 januari 1978    | 31 december 1979  |         |                                                                        |
| Gudni Kjartansson                 | IJsland             | 1 januari 1980    | 31 december 1981  |         |                                                                        |
| Jóhannes Atlason                  | IJsland             | 1 januari 1982    | 31 december 1983  |         |                                                                        |
| Tony Knapp                        | Engeland            | 1 januari 1984    | 31 december 1985  |         |                                                                        |
| Sigfried Held                     | Duitsland           | 13 februari 1986  | 6 september 1989  |         |                                                                        |
| Gudni Kjartansson                 | IJsland             | 7 september 1989  | 31 december 1989  |         |                                                                        |
| Bo Johansson                      | Zweden              | 1 januari 1990    | 24 september 1991 |         |                                                                        |
| Ásgeir Elíasson                   | IJsland             | 25 september 1991 | 31 december 1995  |         |                                                                        |
| Logi Ólafsson                     | IJsland             | 1 januari 1996    | 30 juni 1997      |         |                                                                        |
| Gudjón Thórdarson                 | IJsland             | 1 juli 1997       | 15 november 1999  |         |                                                                        |
| Atli Edvaldsson                   | IJsland             | 1 januari 2000    | 30 april 2003     |         |                                                                        |
| Ásgeir Sigurvinsson               | IJsland             | 9 mei 2003        | 31 oktober 2005   |         |                                                                        |
| Logi Ólafsson                     | IJsland             | 1 juni 2003       | 12 oktober 2005   |         |                                                                        |
| Eyjólfur Sverrisson               | IJsland             | 1 november 2005   | 29 oktober 2007   |         | Contract niet verlengd, Ólafur Jóhannesson vervangt hem                |
| Ólafur Jóhannesson                | IJsland             | 29 oktober 2007   | 31 december 2011  |         | Vertrokken, Lars Lagerbäck vervangt hem                                |
| Lars Lagerbäck                    | Zweden              | 1 januari 2012    | 3 juli 2016       |         | Ontslag genomen, Heimir Hallegrímsson vervangt hem                     |
| Heimir Hallgrímsson               | IJsland             | 25 november 2013  | 17 juli 2018      |         | Ontslag genomen, Erik Hamrén vervangt hem                              |
| Erik Hamrén                       | Zweden              | 8 augustus 2018   | 19 november 2020  |         | Ontslagen                                                              |
| Arnar Viðarsson                   | IJsland             | 14 oktober 2020   | 14 oktober 2020   |         | Interim                                                                |
| Arnar Viðarsson                   | IJsland             | 22 december 2020  | 30 maart 2023     |         | Ontslagen, Åge Hareide vervangt hem                                    |
| Åge Hareide                       | Noorwegen           | 14 april 2023     | 25 november 2024  |         | Ontslag genomen. Op 15 januari 2025 opgevolgd door Arnar Gunnlaugsson. |
| Arnar Gunnlaugsson                | IJsland             | 15 januari 2025   |                   |         |                                                                        |

KSÍ · A-internationals · Bondscoaches · Statistieken · IJslands vrouwenelftal · Olympisch elftal · IJsland U21 · IJsland U20 · IJsland U19 · IJsland U18 · IJsland U17 · IJsland U16 · Vrouwen U17
1946 – 1949 · 1950 – 1959 · 1960 – 1969 · 1970 – 1979 · 1980 – 1989 · 1990 – 1999 · 2000 – 2009 · 2010 – 2019 · 2020 − 2029
EK 2016
WK 2018
1946 · 1947 · 1948 · 1949 · 1950 · 1951 · 1952 · 1953 · 1954 · 1955 · 1956 · 1957 · 1958 · 1959 · 1960 · 1961 · 1962 · 1963 · 1964 · 1965 · 1966 · 1967 · 1968 · 1969 · 1970 · 1971 · 1972 · 1973 · 1974 · 1975 · 1976 · 1977 · 1978 · 1979 · 1980 · 1981 · 1982 · 1983 · 1984 · 1985 · 1986 · 1987 · 1988 · 1989 · 1990 · 1991 · 1992 · 1993 · 1994 · 1995 · 1996 · 1997 · 1998 · 1999 · 2000 · 2001 · 2002 · 2003 · 2004 · 2005 · 2006 · 2007 · 2008 · 2009 · 2010 · 2011 · 2012 · 2013 · 2014 · 2015 · 2016 · 2017 · 2018 · 2019 · 2020 · 2021 · 2022 · 2023 · 2024
Albanië ·
Andorra ·
Argentinië ·
Armenië ·
Azerbeidzjan ·
Bahrein ·
België ·
Bermuda ·
Bolivia ·
Bosnië en Herzegovina ·
Brazilië ·
Bulgarije ·
Canada ·
Chili ·
China ·
Cyprus ·
Denemarken ·
DDR ·
Duitsland ·
El Salvador ·
Engeland ·
Estland ·
Faeröer ·
Finland ·
Frankrijk ·
Georgië ·
Ghana ·
Griekenland ·
Guatemala ·
Honduras ·
Hongarije ·
Ierland ·
India ·
Iran ·
Israël ·
Italië ·
Japan ·
Kazachstan ·
Koeweit ·
Kosovo ·
Kroatië ·
Letland ·
Liechtenstein ·
Litouwen ·
Luxemburg ·
Malta ·
Mexico ·
Moldavië ·
Montenegro ·
Nederland ·
Nigeria ·
Noord-Ierland ·
Noord-Macedonië ·
Noorwegen ·
Oeganda ·
Oekraïne ·
Oostenrijk ·
Peru · 
Polen ·
Portugal ·
Qatar ·
Roemenië ·
Rusland ·
San Marino ·
Saoedi-Arabië ·
Schotland ·
Slovenië ·
Slowakije ·
Sovjet-Unie ·
Spanje ·
Trinidad en Tobago ·
Tsjechië ·
Tsjecho-Slowakije ·
Tunesië ·
Turkije ·
Venezuela ·
Verenigde Arabische Emiraten ·
Verenigde Staten ·
Wales ·
Wit-Rusland ·
Zuid-Afrika ·
Zuid-Korea ·
Zweden ·
Zwitserland
Argentinië (2018) ·
Engeland (2016) · 
Hongarije (2016) ·
Kroatië (2018) ·
Nigeria (2018) · 
Portugal (2016)